# Казьонно-Кужорський
Казьонно-Кужорський (рос. Казённо-Кужорский; адиг. Казеннэ-Къужъыор) — хутір Кошехабльського району Адигеї Росії. Входить до складу Натирбовського сільського поселення.
Населення — 801 особа (2015 рік).